# Luciobarbus kosswigi
Luciobarbus kosswigi är en fiskart som först beskrevs av Karaman, 1971.  Luciobarbus kosswigi ingår i släktet Luciobarbus och familjen karpfiskar. Inga underarter finns listade i Catalogue of Life.